# Liste des banques malaisiennes
Cette liste recense des banques de Malaisie classées par type d'activité bancaire.

## Banque centrale
- Bank Negara Malaysia

## Banque universelle
- CIMB Group, composée de CIMB Bank, CIMB Investment Bank et CIMB Islamic Bank

## Banques commerciales
- Affin Bank
- Alliance Bank Malaysia
- AmBank
- CIMB Bank
- EON Bank
- Hong Leong Bank
- Maybank
- Public Bank
- RHB Bank

## Banques d'affaires
- Bangkok Bank Berhad
- Bank of America Malaysia Berhad
- Bank of China (Malaysia) Berhad
- Bank of Tokyo-Mitsubishi UFJ (Malaysia) Berhad
- Citibank Berhad
- Deutsche Bank (Malaysia) Berhad
- HSBC Bank Malaysia Berhad
- J.P. Morgan Chase Bank Berhad
- OCBC Bank (Malaysia) Berhad
- Standard Chartered Bank Malaysia Berhad
- The Bank of Nova Scotia Berhad
- The Royal Bank of Scotland Berhad
- United Overseas Bank (Malaysia) Berhad